# 키리바시의 행정 구역
키리바시는 공식적인 행정 구역이 존재하지 않지만, 지리적으로는 3개 지역으로 나뉜다.
- 길버트 제도
- 라인 제도
- 피닉스 제도

키리바시는 독립 이전까지 6개 행정 구역으로 구성되어 있었다.
- 바나바섬
- 중앙길버트 제도
- 라인 제도
- 북길버트 제도
- 남길버트 제도
- 타라와

## 같이 보기
- ISO 3166-2:KI